# Lassy, Val-d'Oise
Lassy är en kommun i departementet Val-d'Oise i regionen Île-de-France i norra Frankrike. Kommunen ligger i kantonen Luzarches som tillhör arrondissementet Sarcelles. År 2022 hade Lassy 194 invånare.

## Befolkningsutveckling
Antalet invånare i kommunen Lassy
| Referens: INSEE |